# Pyrausta sthenialis
Pyrausta sthenialis là một loài bướm đêm trong họ Crambidae.